# Denis Flahaut
Denis Flahaut (Valenciennes, 28 novembre 1978) è un ex ciclista su strada ed ex ciclocrossista francese.

## Palmarès

### Strada
- 2001 (Dilettanti, una vittoria)

3ª tappa Tour de Bretagne (Plœuc-sur-Lié > Trignac)
- 2004 (EC Raismes Petite-Forêt, tre vittorie)

3ª tappa Tour du Faso (Orodara > Sikasso)
5ª tappa Tour du Faso (Yako > Ouahigouya)
5ª tappa Tour du Faso (Linoghin > Pouytenga)
- 2006 (Flanders, una vittoria)

Grand Prix Lucien Van Impe
- 2007 (Jartazi Promo Fashion, cinque vittorie)

Arno Wallaard Memorial
Neuseen Classics
3ª tappa OZ Wielerweekend (Breskens > Breskens)
Delta Profronde
Vlaamse Havenpijl
- 2008 (Saunier Duval-Scott, una vittoria)

5ª tappa Vuelta a Andalucía (Antequera > Cordova)
- 2009 (Landbouwkrediet-Colnago, due vittorie)

Grote 1 Mei-Prijs - Ereprijs Victor De Bruyne
Nationale Sluitingsprijs
- 2010 (ISD Continental, tre vittorie)

Omloop van het Waasland
Grand Prix de Denain
Tallinn-Tartu Grand Prix
- 2011 (Roubaix Lille Métropole, una vittoria)

Grand Prix de la Ville de Lillers

## Piazzamenti

### Competizioni europee
- Giro delle Fiandre

2008: ritirato
2009: ritirato
- Parigi-Roubaix

2008: ritirato
2009: ritirato